# Музей К. А. Федина
Государственный музей Константина Александровича Федина — музей в Саратове, открытый 27 июня 1981 года. Расположен в здании памятника архитектуры XVIII века, одном из старейших в городе. Это здание, где в Сретенском начальном училище учился будущий писатель Федин К.А. в 1899-1901 гг. 

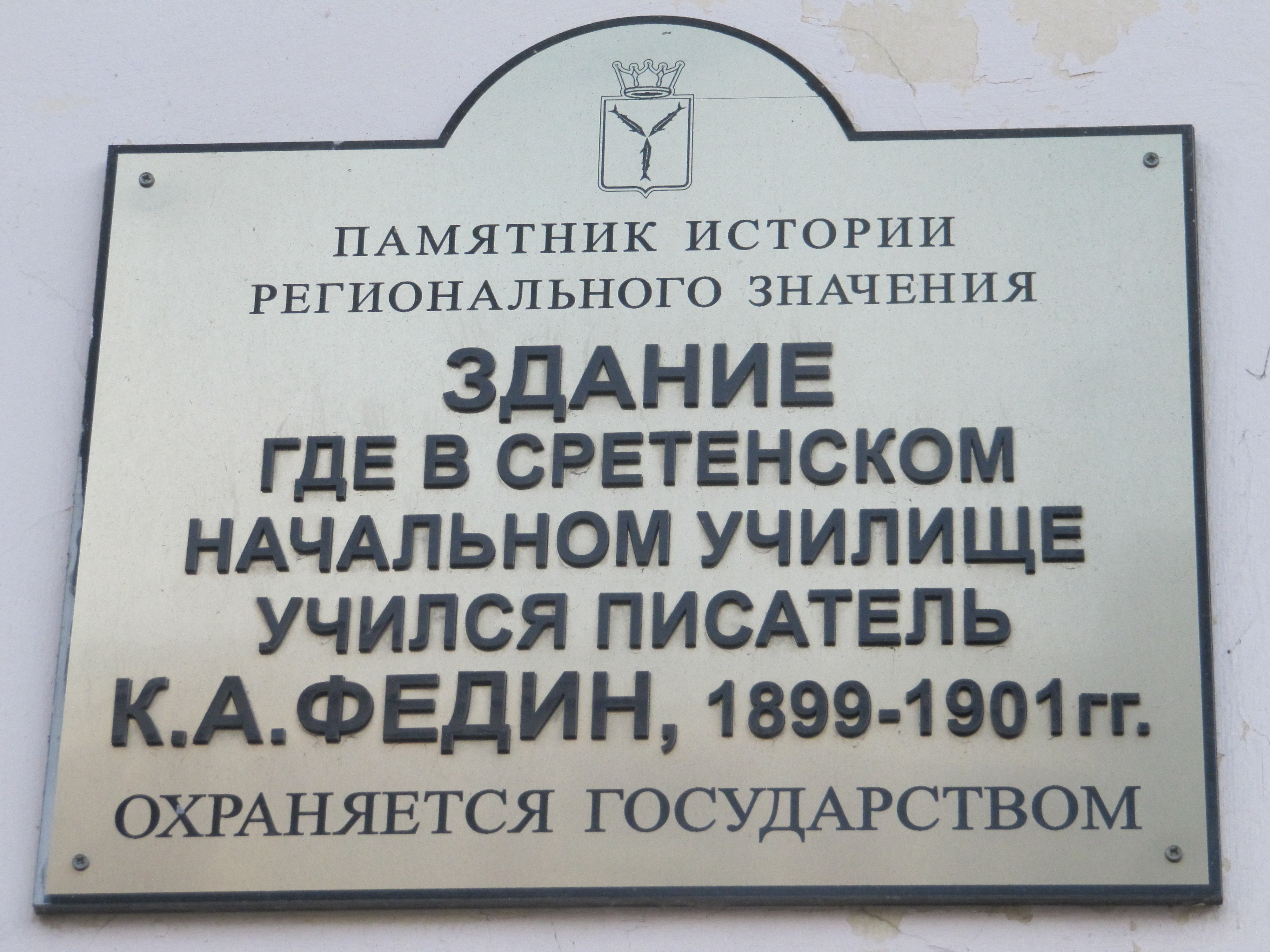
табличка

## Экспозиция музея
Экспозиция музея воссоздана на материалах писателя, переданного дочерью Ниной Константиновной Фединой в дар. На протяжении тридцати лет коллекция пополнилась более чем 60 000 экспонатов. На сегодняшний день это единственный музей Нижневолжского региона, посвящённый истории литературы XX века, обладающий обширной коллекцией предметов изобразительного искусства, рукописей, журналов и книг.
В 2011 году два проекта музея стали победителем конкурса Российского гуманитарного научного фонда по программе «Поддержка приоритетных фундаментальных гуманитарных исследований».